# DS Andromedae
Désignations
DS Andromedae (en abrégé DS And) est une étoile binaire à éclipses située dans la constellation d'Andromède et est membre de l'amas ouvert NGC 752. Sa magnitude apparente varie de 10,44 à 10,93.

## Système
L'étoile primaire a un type spectral F3IV-V, ce qui correspond à une étoile qui évolue en s'éloignant de la séquence principale et qui étend son rayon. On pense que l'étoile secondaire est une étoile de la séquence principale avec un type spectral G0V. Elle n'est pas visible dans le spectre de DS Andromedae, mais la température et le type spectral peuvent être estimés à partir de la différence de luminosité des deux composants, déterminée à partir des éclipses. Les deux composantes sont modélisées avoir des magnitude apparentes respectives de 10,62 et 12,47.
L'âge de DS Andromedae semble être très proche de la fin de la phase d'évolution de la séquence principale et vient d'atteindre la branche des étoiles sous-géantes. Son âge peut être déterminé à 2,0 ± 0,2 Ga à partir du point de sortie de la séquence principale de NGC 752, ce qui permet de calculer avec précision ses propriétés physiques. Elle ne semble pas remplir tout à fait son lobe de Roche et aucun transfert de masse n'a eu lieu entre les deux étoiles ; elles évoluent comme des étoiles isolées.

## Variabilité

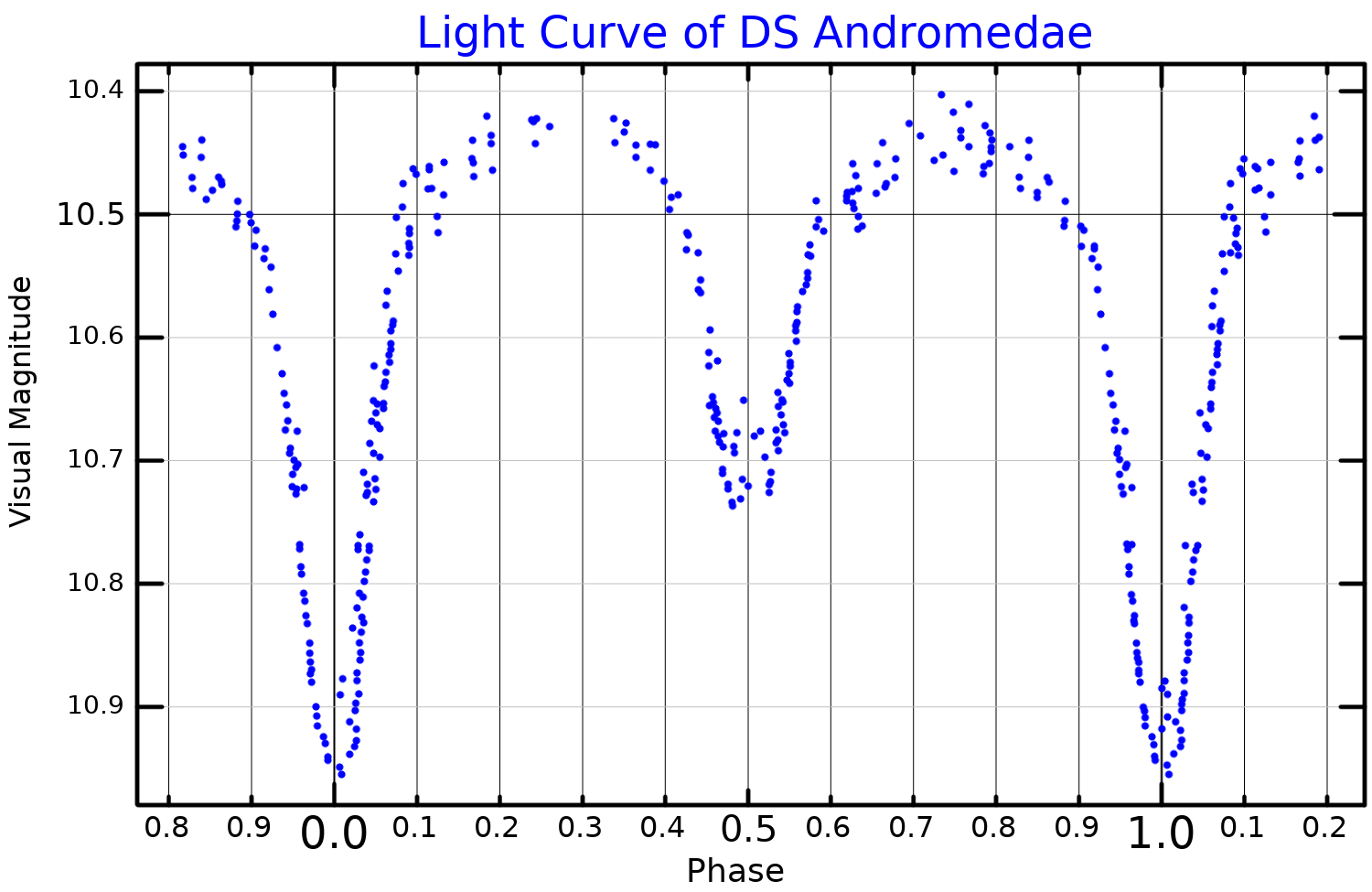
Courbe de lumière de DS Andromedae.

La courbe de lumière de DS Andromedae montre une éclipse principale lorsque l'étoile secondaire passe devant l'étoile primaire, et une éclipse secondaire lorsque l'inverse se produit. Ce cycle se répète avec une périodicité légèrement supérieure à une journée. Comme le système est presque exactement sur le bord, l'éclipse secondaire est totale, et permet de déterminer le type spectral de la composante secondaire. L'étoile primaire est annulaire car la plus petite secondaire passe devant la primaire plus chaude et plus brillante.
Elle est classée comme une étoile variable de type Algol (détachée), mais est parfois considérée comme une étoile variable de type Beta Lyrae (contact).